# John Cummins Edwards

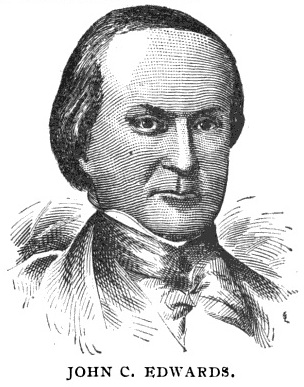
John Cummins Edwards

John Cummins Edwards (* 24. Juni 1806 in Frankfort, Kentucky; † 17. September 1888 in Stockton, Kalifornien) war ein US-amerikanischer Jurist und Politiker (Demokratische Partei) und von 1844 bis 1848 der neunte Gouverneur von Missouri. Diesen Bundesstaat vertrat er außerdem im US-Repräsentantenhaus.

## Frühe Jahre
John Edwards besuchte die Grundschulen in seiner Heimat und anschließend das Black's College. Nach einem Jurastudium wurde er im Jahr 1825 als Rechtsanwalt zugelassen. Danach übte er seinen neuen Beruf zunächst in Murfreesboro in Tennessee und später in Jefferson City (Missouri) aus.

## Politische Laufbahn
Zwischen 1830 und 1835 sowie nochmals 1837 war Edwards Secretary of State in Missouri. Im Jahr 1836 saß er als Abgeordneter im Staatsparlament. Zwischen 1837 und 1839 fungierte er als Richter am Supreme Court of Missouri. Zwischen 1841 und 1843 vertrat Edwards seinen Staat im US-Repräsentantenhaus in Washington. Am 5. August 1844 wurde er zum Gouverneur seines Staates gewählt, wobei er sich mit 54,1 Prozent der Stimmen gegen den Whig-Kandidaten Charles H. Allen durchsetzte.
Edwards trat sein neues Amt am 20. November 1844 an. In seiner Amtszeit wurden die ersten telegraphischen Verbindungen in Missouri hergestellt. Außerdem entstanden 19 weitere Countys; ferner wurde ein Grenzkonflikt mit dem Nachbarstaat Iowa beigelegt. In Edwards’ Amtszeit fällt auch der Mexikanisch-Amerikanische Krieg, zu dem auch Missouri seinen Beitrag leisten musste.

## Weiterer Lebenslauf
Nach dem Ende seiner Amtszeit am 20. November 1848 beschloss Edwards nach Kalifornien zu ziehen. Im Jahr 1849 brach er nach Stockton auf. Dort war er als Anwalt tätig. Im Jahr 1851 wurde er Bürgermeister seiner neuen Heimatstadt. In den folgenden Jahren engagierte er sich auch in der Viehzucht, im Handel und in der Immobilienbranche.
Edwards heiratete 1854 Emma Jeanne Catherine Richard aus New Orleans. Ihre ältestete Tochter war die Malerin und Designerin Emma Edwards Green. John Edwards starb am 17. September 1888 in Stockton.